# Monte Compatri – Pantano

Monte Compatri - Pantano is het oostelijkste metrostation van de metro van Rome. Het station werd geopend op 1 maart 2006 en wordt bediend door lijn C van de metro van Rome.
Het station is de vervanging van het station Pantano aan de enkelsporige smalspoorlijn Rome-Fiuggi-Alatri-Frosinone.  Deze spoorlijn bediende sinds 1916 de oostelijke wijken en voorsteden met een sneltramdienst. Op 25 februari 1984 werd het station van Laghetto, een station verder naar het oosten, tijdens noodweer weggespoeld wat betekende dat de spoorlijn was ingekort tot Pantano. In 1986 werd besloten om het traject ten oosten van Pantano niet te herstellen en het resterende deel tussen Pantano en Termini werd onderdeel van het stadsvervoer. In 1996, werd vooruitlopend op metrobedrijf, begonnen met de modernisering van de lijn, bestaande uit een vrije baan met dubbelspoor en nieuwbouw van stations, waaronder Pantano. Op 1 maart 2006 werd het premetrotraject ten oosten van Grotte Celoni geopend. Op 7 juli 2008 werd Pantano gesloten voor de ombouw op normaalspoor en het aanbrengen van perronschermen ten behoeve van de metro. Op 9 november 2014 werd het station heropend als metrostation onder de naam Monte Compatri – Pantano. Als enige metrostation van lijn C ligt het buiten de gemeente Rome. 

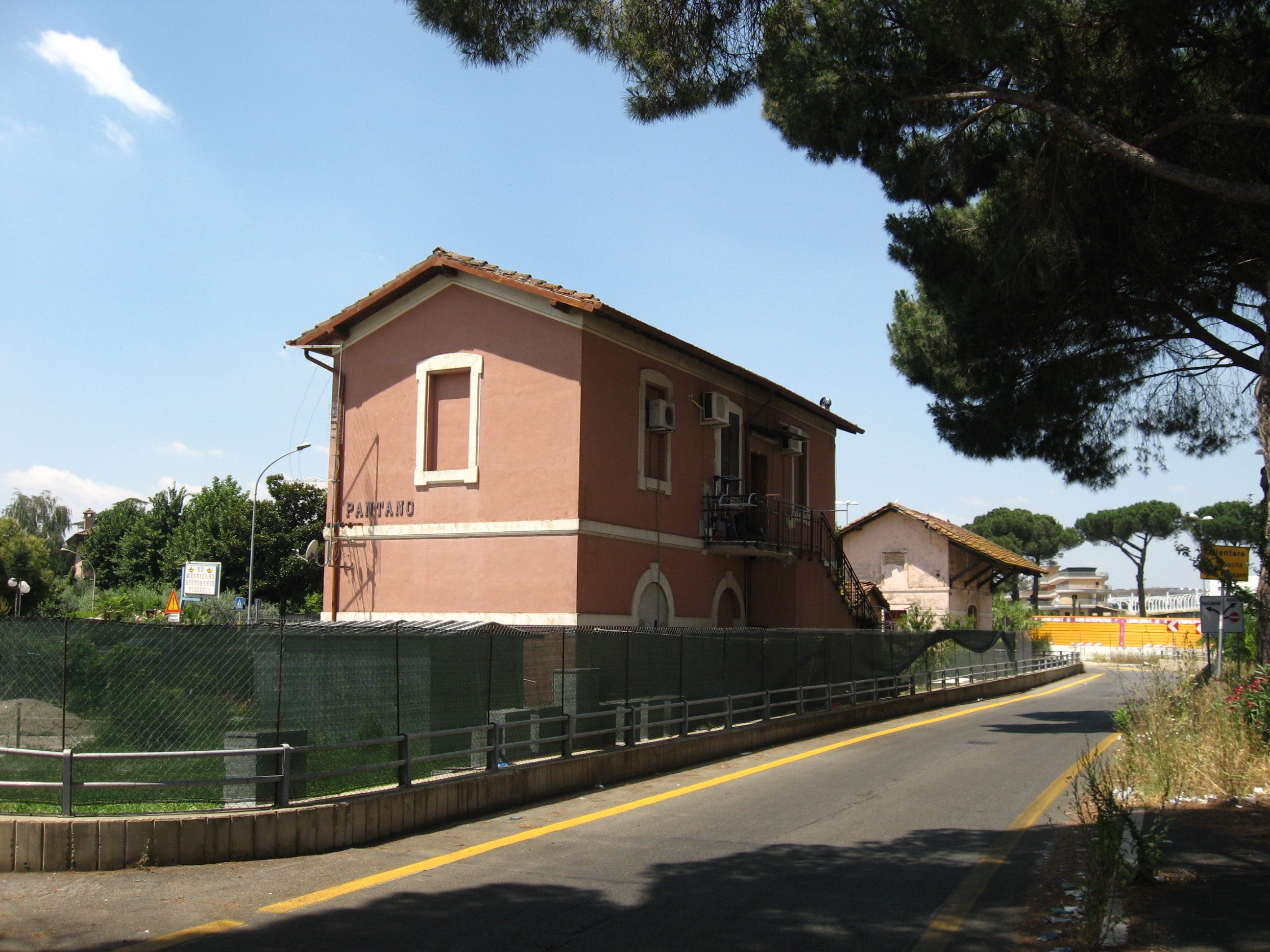
Het oude station van de smalspoorlijn op het stationsplein.
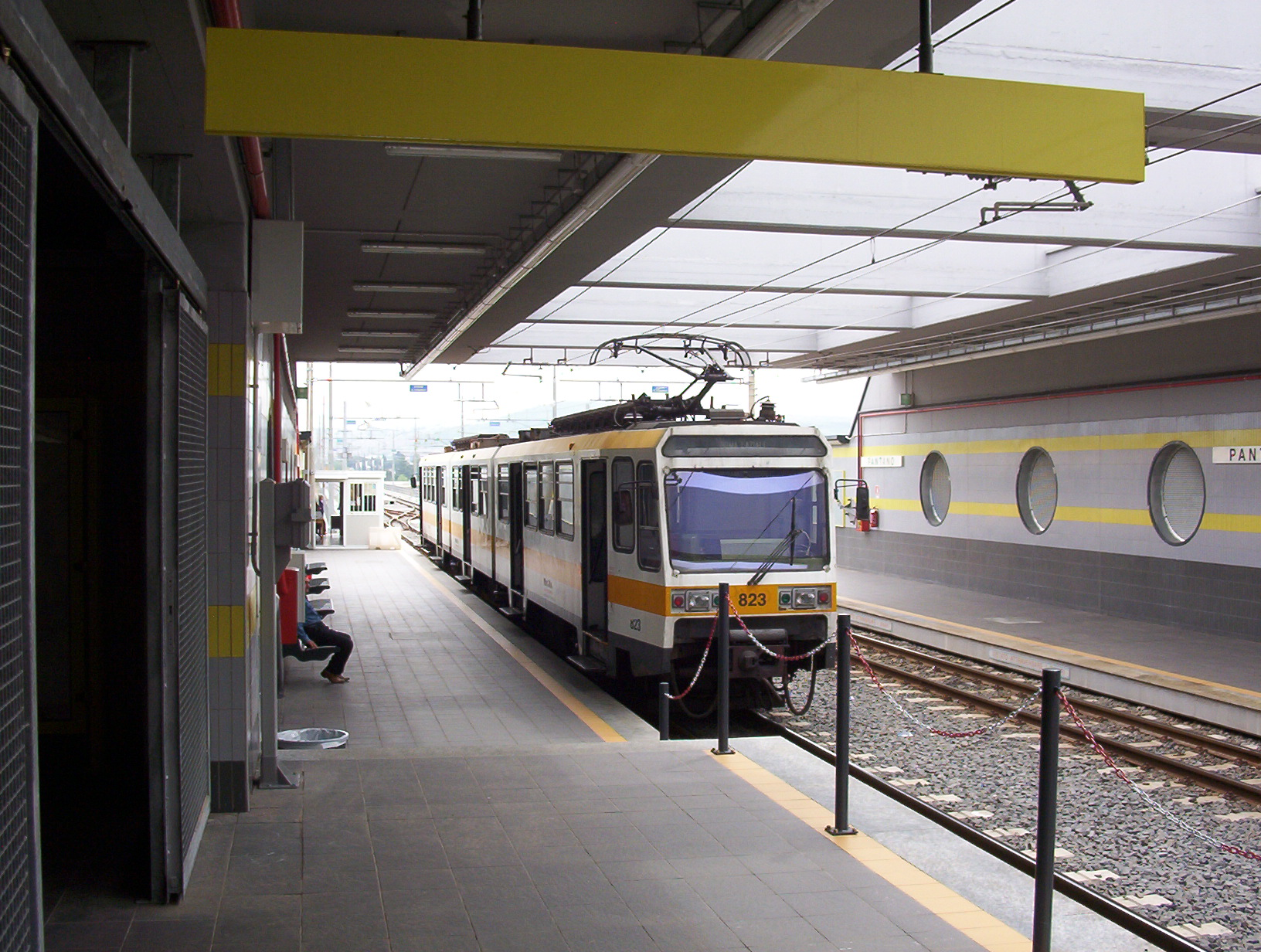
Het nieuwe station ten tijde van het premetrobedrijf..
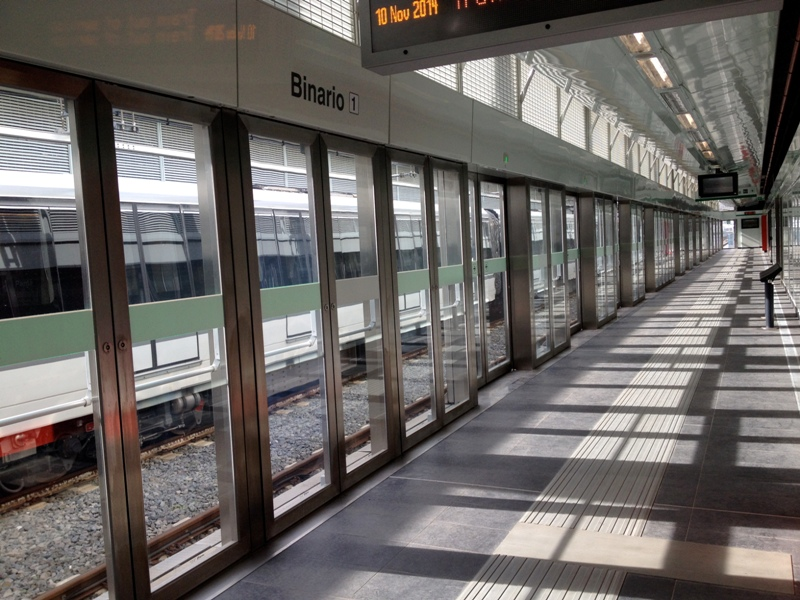
..en na de ombouw tot metro met perrondeuren.